# Luis Gago (musicólogo)
Luis Carlos Gago Bádenas (Madrid, 1961) es un musicólogo, profesor, gestor, editor, escritor y traductor español.

## Biografía
Licenciado en Derecho por la Universidad Complutense de Madrid y profesor de violín y música de cámara por el Conservatorio Superior de Música de Madrid.
Ha sido subdirector y jefe de Programas de Radio 2 de Radio Nacional de España, miembro del Grupo de Expertos de Música Seria de la Unión Europea de Radiodifusión, coordinador de la Orquesta Sinfónica de RTVE y editor del Teatro Real de Madrid. Ha realizado programas de radio para la BBC y es autor de numerosos artículos y monografías, del libro Bach (1995) y de la versión española del Nuevo Diccionario Harvard de Música, de Don Michael Randel.
Ha traducido, entre muchos otros libros, El ruido eterno y Escucha esto, de Alex Ross; El piano. Notas y vivencias y Música y sentimiento, de Charles Rosen; y la edición bilingüe de Apuntes biográficos sobre Joseph Haydn, de Georg August Griesinger.
Es editor y crítico de música de la Revista de Libros, crítico musical de El País y codirector, junto con Tabea Zimmermann, del Festival de Música de Cámara de la Beethoven-Haus de Bonn.